# Moteur Rover KV6
Pour les articles homonymes, voir KV6 (homonymie).
 (avril 2022).
Si vous disposez d'ouvrages ou d'articles de référence ou si vous connaissez des sites web de qualité traitant du thème abordé ici, merci de compléter l'article en donnant les références utiles à sa vérifiabilité et en les liant à la section « Notes et références ».
Le moteur KV6 est un moteur thermique automobile à combustion interne, fabriqué par le groupe Rover puis par l'entreprise Powertrain (société sœur du groupe MG Rover) de 1996 à 2005. La production est passée du Royaume-Uni à la Chine en 2005 à la suite de la faillite de Rover et le moteur sera renommé « NV6 ».
Kia Motors a fabriqué le KV6 en Corée du Sud sous licence.

## Historique
Le moteur KV6 est apparu en 1996 sur la Rover 800 en version 825. Il remplace le V6 Honda présent sur la 800 depuis son lancement, mais pour l'utilisation duquel Rover payait des droits élevés depuis la fin de son partenariat avec le constructeur japonais en 1994.
Plusieurs sources affirment aujourd'hui que les toutes premières séries du moteur ont connu un processus de fabrication quasi-artisanal. Ceci expliquerait sa fiabilité particulièrement aléatoire à ses débuts, marquée par de nombreuses pannes à de faibles kilométrages, qui entachèrent d'emblée la réputation du bloc. Toutefois, à partir de sa sortie dans la Rover 75 en 1999, le KV6, produit de façon plus rigoureuse, est un moteur fiabilisé.

## Caractéristiques

### Mécanique
Rattaché par la nomenclature à la famille des moteurs quatre-cylindres Série-K, le KV6 partage cependant très peu d'éléments avec ceux-ci. Il existe en deux cylindrées, 2 litres et 2,5 litres.
Ce moteur est connu, entre autres, pour la complexité de sa distribution. Le changement de ses trois courroies nécessite beaucoup d'heures de main-d'œuvre et coûte généralement aux alentours de 1 300 euros.

### Performances
Toutes les versions du moteur sont caractérisées, entre autres, par un couple haut perché et une propension certaine à monter dans les tours (zone rouge au-delà de 7 000 tr/min), avec une belle sonorité rageuse, mais aussi une forte consommation.

## Utilisation

### Chez Rover

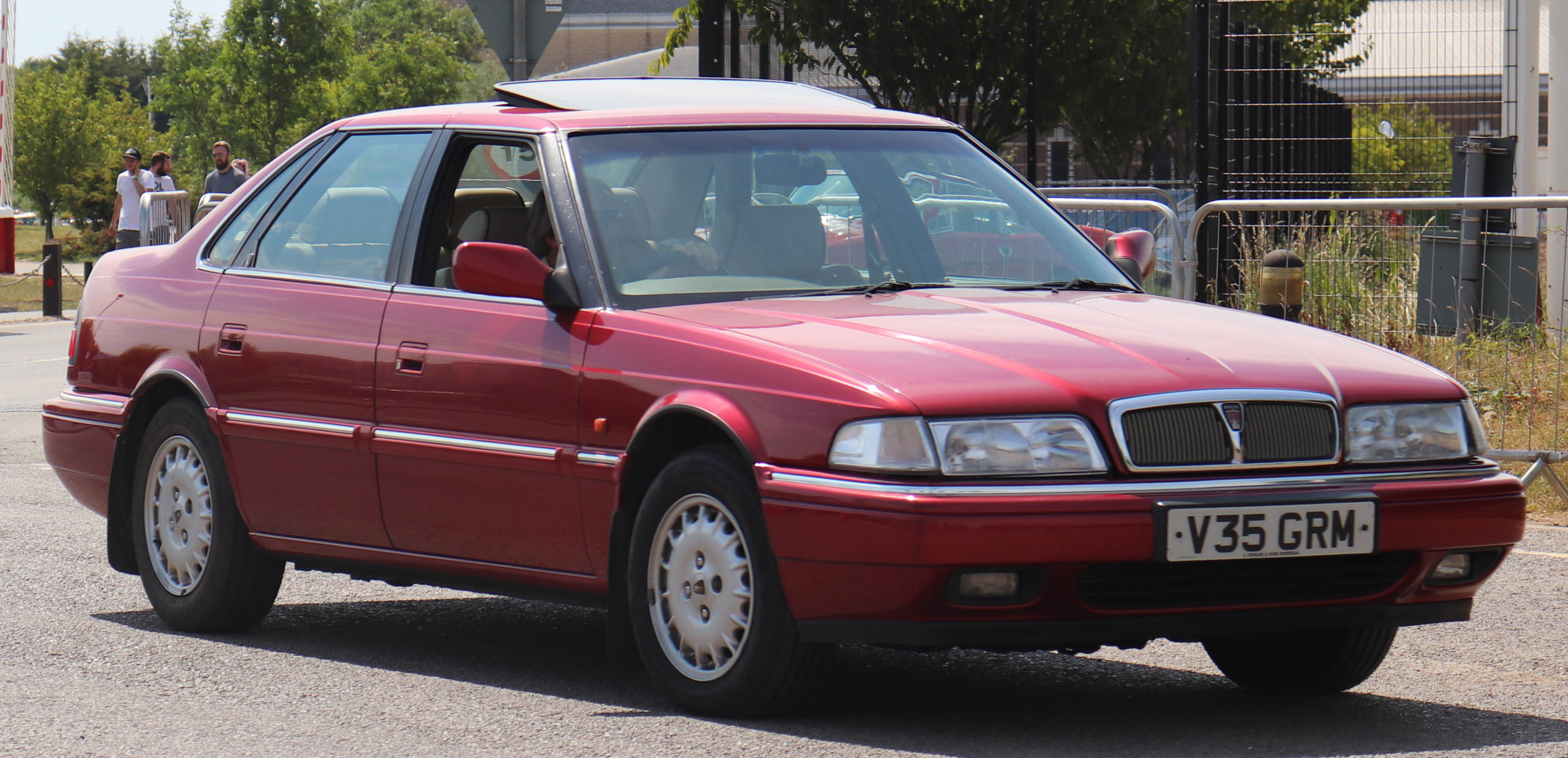
La Rover 825, le premier modèle équipé du KV6.

| Variante | Série | Génération   | Modèle                           | Année       |
| -------- | ----- | ------------ | -------------------------------- | ----------- |
|          | 800   | R17          | 825 V6                           | 1996 - 1999 |
|          | 45    | Phase 1      | 45 - 2.0 V6                      | 1999 - 2002 |
|          | 75    | Phase 1      | 75 - 2.0 V6 ; 75 Tourer - 2.0 V6 | 1999 - 2002 |
|          | 75    | Phase 1 et 2 | 75 - 2.5 V6 ; 75 Tourer - 2.5 V6 | 1999 - 2005 |
|          | 75    | Phase 2      | 75 - 2.5 V6 (limousine)          | 2002 - 2005 |

### Chez d'autres constructeurs

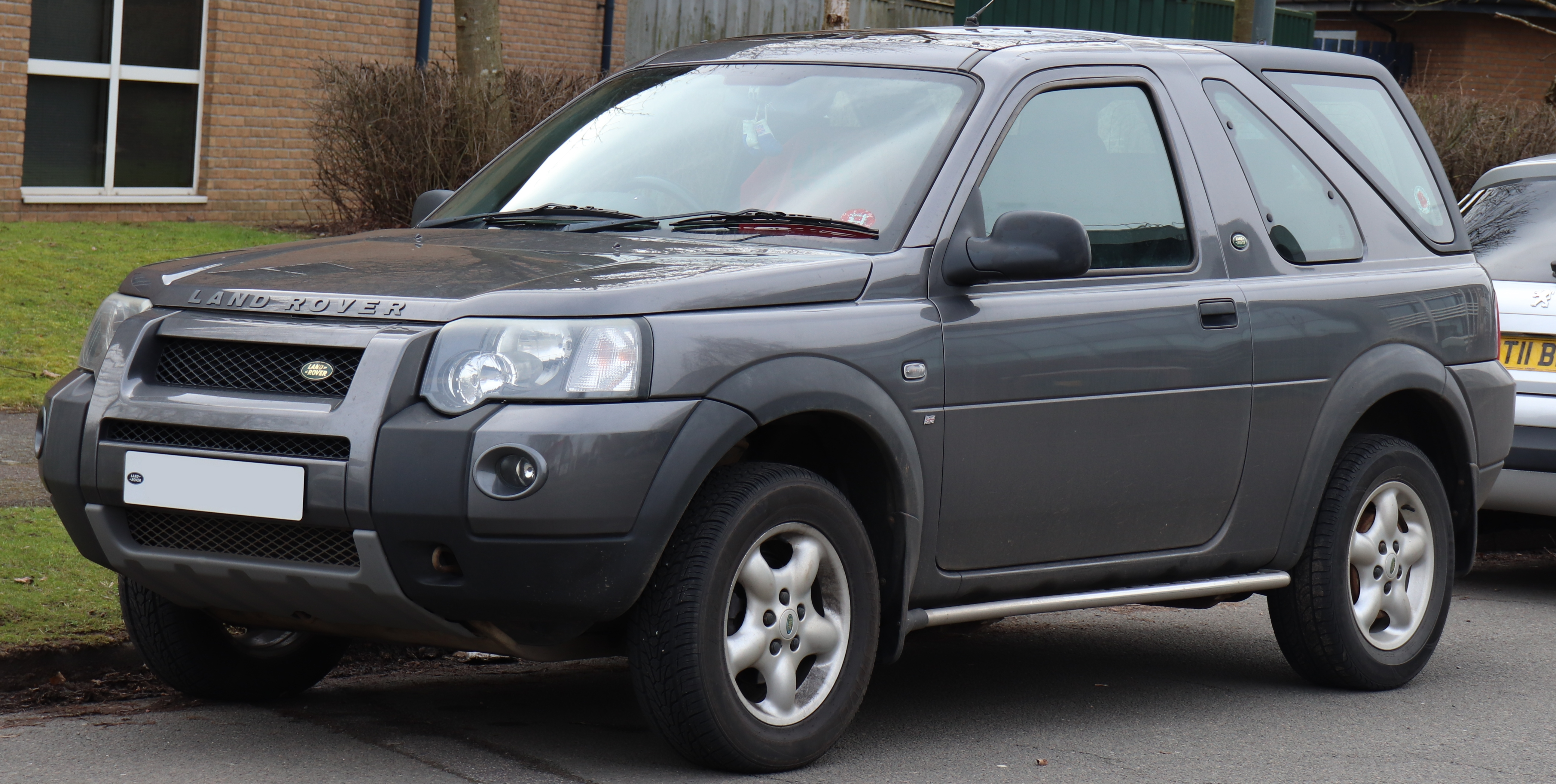
Land Rover Freelander.

| Variante | Marque                  | Modèle                   | Année       |
| -------- | ----------------------- | ------------------------ | ----------- |
|          | MG Motor                | MG ZS 180 MG ZT 180+     | 2001 - 2005 |
|          | Land Rover              | Land Rover Freelander V6 | 2001 - 2006 |
|          | Kia Motors              | Kia Carnival Kia Sedona  | 1998 - 2006 |
|          | Naza                    | Naza Ria                 |             |
|          | Gibbs Sports Amphibians | Gibbs Aquada             | 2003 - 2004 |